# Belenois welwitschii
Belenois welwitschii is een vlindersoort uit de familie van de Pieridae (witjes), onderfamilie Pierinae.
Belenois welwitschii werd in 1890 beschreven door Rogenhofer.